# 宋大峰墓
宋大峰墓，位于中国广东省汕头市潮阳区和平镇中寨村，现为潮阳区文物保护单位，类型为古墓葬，公布时间为1997年4月9日。
宋大峰墓的历史年代为宋代。